# Tony Brise
Anthony William Brise ou mais conhecido no esporte automobilístico como Tony Brise (Erith, 28 de março de 1952 – Arkley, 29 de novembro de 1975) foi um automobilista britânico.
Começou a correr de kart em 1960, aos 8 anos de idade. Nos anos de 1970/71 participou da Fórmula Ford 1.600, sendo vice-campeão no segundo ano na categoria. Em 1972 passa a competir na Fórmula 3 sem muito destaque. No ano de 1973 vence o Lombard North Central e o John Player Series. Por dificuldades financeiras em 1974 teve que desistir de seu projeto de competir na Fórmula 2, mas realiza algumas provas na Fórmula Atlantic destacando-se o suficiente para ser convidado por Frank Williams para substituir o francês Jacques Laffite, ao volante de uma Williams FW03, no Grande Prêmio da Espanha de 1975. Sua performance nessa prova chamou a atenção de Graham Hill, que o contrata para a sua equipe para o resto da temporada. Na terceira prova pela Embassy Hill, ele marca 1 ponto com o 6º lugar no Grande Prêmio da Holanda e no campeonato.
A equipe Hill estava muito otimista para a temporada seguinte, porém um acidente aéreo em 29 de novembro de 1975 impediu a concretização dos projetos ao matar não só Tony Brise, então com 23 anos, como o próprio Graham Hill (que pilotava o avião), seu projetista Andy Smallman e os mecânicos Tony Alcock, Terry Brimble e Tony Richards.

## Todos os Resultados de Tony Brise na Fórmula 1
(legenda)
| Ano  | Equipe                          | Chassis       | Motor                | 1   | 2   | 3   | 4        | 5   | 6         | 7        | 8        | 9        | 10        | 11        | 12        | 13        | 14        | Pontos | Posição |
| ---- | ------------------------------- | ------------- | -------------------- | --- | --- | --- | -------- | --- | --------- | -------- | -------- | -------- | --------- | --------- | --------- | --------- | --------- | ------ | ------- |
| 1975 | Frank Williams Racing Cars      | Williams FW03 | Ford Cosworth DFV V8 | ARG | BRA | RSA | ESP 7º G | MON |           |          |          |          |           |           |           |           |           | 1      | 19º     |
| 1975 | Embassy Racing with Graham Hill | Hill GH1      | Ford Cosworth DFV V8 |     |     |     |          | MON | BEL Ret G | SUE 7º G | HOL 6º G | FRA 7º G | GBR 15º G | GER Ret G | AUT 15º G | ITA Ret G | USA Ret G | 1      | 19º     |